# Tipula pauxilla
Tipula pauxilla är en tvåvingeart som beskrevs av Evgenyi Nikolayevich Savchenko 1960. Tipula pauxilla ingår i släktet Tipula och familjen storharkrankar. Inga underarter finns listade i Catalogue of Life.